# Och så tar vi oss en liten kaka till
Och så tar vi oss en liten kaka till, är en visa från 1951 av Karl Gerhard.
Texten handlar om ett kafferep, där det skvallras mycket. I texten nämns bland andra prinsessan Sibylla, prins Bertil, Karin Kavli, Inga Brink, Georg Brandes, Victoria Benedictsson och Fredrik Böök.
Den är en av de sånger som Magnus Uggla hade med på sitt album Ett bedårande barn av sin tid med sånger av Karl Gerhard.